# Jolanda, la figlia del Corsaro Nero (serie animata)
Jolanda, la figlia del Corsaro Nero (Jolanda - La hija del Corsario Negro) è una serie televisiva a disegni animati prodotta nel 1999 da BRB Internacional, Antena 3 Televisión, Rai Fiction, E.F. & C.; è composta da una serie di ventisei puntate da ventisei minuti.
La serie è ispirata all'omonimo romanzo di Emilio Salgari.

## Trama
La storia è ambientata nel XVII secolo. Jolanda è l'intrepida e combattiva giovane figlia del Corsaro Nero, un nobile datosi alla pirateria per combattere contro l'oppressione del duca Wan Guld, governatore della colonia spagnola di Maracaibo, città del Mar dei Caraibi. Il Corsaro Nero e i suoi fratelli, il Corsaro Rosso e il Corsaro Verde, sono stati sconfitti e uccisi quando Jolanda era bambina, ma un giorno la protagonista riceve la visita del fantasma del padre, il quale le chiede di riprendere la sua lotta e rintracciare un leggendario tesoro nascosto, col quale porre fine alla miseria della popolazione oppressa da Wan Guld. Per trovare il tesoro occorrono tre oggetti magici: la pietra nera, lo scettro rosso e la mappa verde, appartenuti in passato proprio al Corsaro Nero e ai suoi fratelli. Anche il duca Wan Guld si metterà però alla ricerca del tesoro, e Jolanda per contrastarlo entrerà a far parte dei Fratelli della Costa, in particolare il capitano pirata Morgan e la sua ciurma, che navigano sulla Folgore, un tempo nave del Corsaro Nero.

## Personaggi
Jolanda: è la protagonista della serie, giovane e intrepida figlia del Corsaro Nero, che, guidata dallo spirito del defunto padre, parte alla ricerca di tre chiavi magiche (la pietra nera, lo scettro rosso e la mappa verde) necessarie per giungere al tesoro di famiglia. Fin dalla prima puntata la accompagna l'intelligente criceto Emilio.
Morgan: è il giovane figlio di un uomo della ciurma del Corsaro Nero, che, dopo l'uccisione del Corsaro Nero, diventa capitano della nave Folgore e continua la lotta contro il malvagio governatore Wan Guld; imbattutosi in Jolanda, se ne innamora e si unisce a lei nella sua avventurosa ricerca.
Maco (nei romanzi originali si chiama "Moko"): è un valoroso uomo della ciurma della Folgore, che solitamente combatte con l'ascia, è amico e compagno di Morgan e Carmaux.
Carmaux: è un vecchio amico e compagno del Corsaro Nero, rimasto nella ciurma della Folgore dopo che il comando è passato a Morgan; è il cuoco di bordo, sempre spiritoso e mangione.
Carlito: è un ragazzo di Maracaibo che si arruola nella ciurma di Jolanda.
Neala: è la figlia del Corsaro Rosso e di una donna indiana, e quindi cugina di Jolanda; è cresciuta in un villaggio di indios dei Caraibi, a stretto contatto con la natura, tant'è che è capace di comunicare con gli animali, in particolare con tre serpenti che la accompagnano sempre. Anche Neala si unirà alla ricerca di Jolanda.
Wan Guld: è il principale antagonista della serie, un malvagio governatore della colonia spagnola di Maracaibo, che sfrutta avidamente la popolazione ridotta in schiavitù. Dopo aver ucciso il Corsaro Nero e i suoi fratelli, darà la caccia a Jolanda per impadronirsi del tesoro dei tre corsari ed uccidere anche lei, nonostante Jolanda sia la figlia di Honorata, nipote dello stesso Wan Guld. È armato di un bastone con sopra un teschio, e sempre accompagnato da due gatti: Lucifero e Perfidia, i quali tentano ripetutamente di acchiappare Emilio, il criceto di Jolanda.
Valera: è il fedele braccio destro di Wan Guld, il quale tuttavia lo angaria e insulta in continuazione e lo incolpa di ogni fallimento; Valera ha al posto della mano destra uno strano uncino capace di trasformarsi in varie armi e vari attrezzi secondo l'occorrenza; nonostante questo e il suo aspetto trasandato non è un pirata, bensì un capitano della marina spagnola.
Albert: è uno dei soldati più valorosi al servizio di Wan Guld, che si scontra più volte con il capitano Morgan e i suoi uomini, nonostante rifiuti i metodi sleali del suo padrone. Si innamorerà di Neala e, spinto anche dal suo senso dell'onore, abbandonerà il perfido Wan Guld per unirsi invece alla ciurma di Jolanda.
Jonvan "Rompi-ossa": è un feroce guerriero armato di due spade, che combatte al servizio di Wan Guld in cambio della promessa di vedere liberata la sua famiglia ridotta in schiavitù dopo aver costretto con la forza Wan Guld a fargli tale promessa ma lo avverte che se fosse meno alla sua parola l'avrebbe ucciso. Dopo che Wan Guld tradisce la promessa fatta a Jonvan quest'ultimo gli si rivolta contro e si unisce alla causa di Jolanda per mettere fine ai piani di Wan Guld. Alla fine dopo la sconfitta di Wan Guld si riunirà con la sua famiglia finalmente libera dalla schiavitù.  
John Largo: è un pirata con una benda sull'occhio, una gamba artificiale e una mano di ferro, nonché un alito terribilmente fetido per il quale viene spesso preso in giro; combatte per Wan Guld pur di avere una parte del tesoro dei tre corsari.
Capitan Teschio: è un buffo e maldestro scheletro in abiti da pirata, che, insieme al suo pappagallo Poliglotte (anch'esso scheletro e in tenuta piratesca), funge da narratore della storia di Jolanda e spesso rompe la quarta parete, rivolgendosi direttamente al pubblico. Solo verso gli ultimi episodi avrà un ruolo attivo aiutando Jolanda.

## Episodi
1. La figlia del Corsaro Nero
2. Nel carcere di Maracaibo
3. Matrimonio improvvisato
4. Il terrore del mare
5. Incendio a bordo
6. Paloma Grande
7. Nel cuore del vulcano
8. Attacco all'isola di Tortuga
9. All'arrembaggio
10. Naufragio
11. Festa mascherata
12. Fuga nella giungla
13. Il covo dei pirati
14. Il castello stregato
15. Il tesoro del marchese
16. Il segreto della piramide
17. Il traditore
18. La cascata degli angeli
19. La maledizione del Corsaro Nero
20. Il tradimento di Natzul
21. La scorciatoia segreta
22. Nell'occhio del ciclone
23. La Rosa nera
24. Le isole gemelle
25. Fantasmi e apparizioni
26. Il Corsaro Nero

## Film
Nel 1998 è stato realizzato un film d'animazione dal titolo "Yolanda, The Secret of the Black Rose" della durata di 73 minuti. Il film è rimasto inedito in Italia.